# 上村謙信
上村 謙信（かみむら けんしん、1999年7月8日 - ）は、日本の元歌手、元俳優、元タレント。
愛知県名古屋市出身。スターダストプロモーションに所属し、6人組ダンス＆ボーカルグループ・ONE N’ ONLYのメンバー（担当はラップとダンス）として活動していた。グループでの活動と並行し、映画やテレビドラマにも出演。主演映画『バトルキング！！-We'll rise again-』（2023年）やテレビドラマ『未成年〜未熟な俺たちは不器用に進行中〜』（2024年）で知られ、このドラマで注目を集めた。2025年3月4日付で「重大なコンプライアンス違反」を理由に所属事務所との契約を解除され、ONE N’ ONLYから脱退した。

## 略歴
高校1年生の時、地元でスカウトされたことがきっかけで芸能界入りした。2015年にスターダストプロモーション制作の短編映画『そちらの空は、どんな空ですか？』（Nestle Theater on YouTube）に出演し、俳優デビューを果たす。同年7月、EBiDAN発の3人組ダンス＆ボーカルユニット「さとり少年団」を結成し、活動を開始。翌2016年には東進ハイスクール「全国一斉統一テスト」のCMに出演した。2018年春、さとり少年団と4人組ユニットEBiSSHによる合同プロジェクト「ONE AND ONLY」が発表され、同年5月より新グループONE N’ ONLYとしての活動を開始する。同年、第9回沖縄国際映画祭出品作の青春映画『海辺の週刊大衆』に出演し、さらに11月期のNHK BSプレミアムドラマ『主婦カツ！』にゲスト出演を果たす。
2021年、日本テレビ系の連続ドラマ『FAKE MOTION －たったひとつの願い－』に柿崎仁役で出演し、同作品の舞台版『FAKE MOTION –THE SUPER STAGE–』にも出演した。2023年5月公開の映画『バトルキング！！-We'll rise again-』ではグループのメンバーとともに主演を務め、ヤンキーがダンスと出会う青春アクション作品で鞍馬憲一郎役を演じた。2024年1月にはテレビ朝日系ドラマ『おっさんずラブ-リターンズ-』第2話に「ハオ」役で出演した。
2024年11月期の読売テレビ連続ドラマ『未成年〜未熟な俺たちは不器用に進行中〜』では本島純政とともにW主演を務め、非行少年・蛭川晴喜役を演じた。同作はボーイズラブを題材にした青春ドラマであり、上村はこの役で大きな注目を集め、国内外のファン層を広げたと報じられた。さらに2025年1月期の読売テレビ・日本テレビ系ドラマ『私の知らない私』に秋山翔役でレギュラー出演した。
しかし2025年3月1日、香港で開催されたドラマ『未成年〜未熟な俺たちは不器用に進行中〜』のイベント後の会食中に通訳の女性に対しわいせつな行為を行った疑いで、現地警察に逮捕される事態となった。所属事務所のスターダストプロモーションは同年3月4日付で上村とのマネジメント契約を解除し、ONE N’ ONLYからの脱退を発表した。公式発表では「重大なコンプライアンス違反が判明したため」と理由が説明され、突然の発表に対してファンや関係者への謝罪も添えられた。この契約解除とグループ脱退に伴い、上村が出演予定だったレギュラー番組『DAN!DAN!EBiDAN!』（テレビ東京）の放送内容変更や、4月以降に予定されていたドラマ『未成年〜未熟な俺たちは不器用に進行中〜』関連のファンミーティングおよびDVD発売記念イベントの中止など、各方面に影響が生じた。4月15日、香港で初公判が開かれ、上村は日本語で無罪を主張した。質問に対する回答では声を詰まらせ、その後、法廷で泣き崩れる場面もあった。法廷には多数の傍聴人が詰めかけ、傍聴席（170席以上）は満席となり、傍聴希望者を収容しきれなかったことから、別室も開放されるなど、世間の関心の高さがうかがえた。。7月30日、本格的な公判が始まり、上村はスーツ姿で出廷したが、被害を訴えている女性は直接出廷せず、ビデオ形式での証言となった。31日の公判では上村被告の自己弁護となるのが一般的な流れだが、これは行われず、弁護側証人としてイベント主催企業のスタッフである香港人男性が出廷した。8月13日、判決公判が行われ、罰金1万5000香港ドル（日本円で約28万円）の有罪判決が言い渡された。

## 人物
身長180cm。趣味は大相撲観戦、激辛グルメ巡り、お笑い・バラエティ番組鑑賞で、特技はダンス、水泳、スキーである。普通自動車運転免許と「サウナ・スパ健康アドバイザー」の資格を有しており、無類のサウナ好きとしても知られる。上村はさらなる上位資格である「サウナ・スパプロフェッショナル」の取得に向け勉強中であると公式プロフィールで紹介されていた。また大の笑い好きであり、自身の所属グループのレギュラーWEBラジオ番組内では、お笑い芸人をゲストに迎えるコーナー「K Studio」を担当していた。
性格について本人は「優柔不断かもしれないです」と述べており、自分では物事を決めきれないところがあると自己分析している。一方で、仕事においては共演者やスタッフと協力し「みんなで一つの作品を作る」という意識を大切にしているという。芸能界入りはスカウトがきっかけで、憧れている俳優として菅田将暉の名を挙げている。

## 出演

### テレビドラマ
- 主婦カツ！ 第6回（2018年11月11日、NHK BSプレミアム）[7]
- FAKE MOTION －たったひとつの願い－（2021年1月21日 - 3月11日、日本テレビ） - 柿崎仁 役[10]
- こういうのがいい 第2話（2023年11月6日、ABCテレビ）[24]
- おっさんずラブ-リターンズ- 第2話（2024年1月12日、テレビ朝日） - ハオ 役[13]
- 未成年〜未熟な俺たちは不器用に進行中〜（2024年11月4日 - 2025年1月6日、読売テレビ） - 主演・蛭川晴喜 役（本島純政とダブル主演）[25]
- 私の知らない私 第1話 - 第8話（2025年1月9日 - 2月27日、読売テレビ・日本テレビ） - 秋山翔 役[26][27][注 1]

### 映画
- 海辺の週刊大衆（2018年）[7]
- バトルキング!! -We'll rise again-（2023年3月10日） - 主演・鞍馬憲一郎 役（ONE N' ONLYとして主演）[28]
  - BATTLE KING!! Map of The Mind -序奏・終奏-（2025年2月14日・3月14日）[29][30]

### 舞台
- FAKE MOTION -卓球の王将-（2020年7月2日 - 10日、品川プリンスホテル ステラボール / 17日 - 26日、AiiA 2.5 Theater Kobe） - 柿崎仁 役2021年春に延期。[31]
- FAKE MOTION -THE SUPER STAGE-（2021年4月19日 - 5月2日、品川プリンスホテル ステラボール） - 柿崎仁 役[32]

### ラジオ
- E★K radio「Watch Out! Radio」番組内コーナー「KENSHINのヨコハマップ」リポーター（2020年4月1日 - 2023年5月31日、Fm yokohama） - 隔週[33][34]
- E★K radio「Watch Out! Radio」番組内コーナー「KENSHINのケンタメ」（2023年6月14日 - 2025年2月26日、Fm yokohama） - 隔週[35]

### CM
- 東進ハイスクール「全国一斉統一テスト」（2016年）[7]

### 書籍
- 王子辞典 The NEW WAVE（2018年）
- Popteen 3月号（2019年）

## 作品

### CD
| 発売日        | タイトル                           | 規格                  | 規格品番                   | 参加曲               | 出典          |
| ------------- | ---------------------------------- | --------------------- | -------------------------- | -------------------- | ------------- |
| 2021年2月24日 | FAKE MOTION －たったひとつの願い－ | CD+DVD                | TYCT-39148 （初回限定盤A） | 全形態共通 04. SMASH | [ 36 ] [ 37 ] |
| 2021年2月24日 | FAKE MOTION －たったひとつの願い－ | CD+フォトブックレット | TYCT-39149 （初回限定盤B） | 全形態共通 04. SMASH | [ 36 ] [ 37 ] |
| 2021年2月24日 | FAKE MOTION －たったひとつの願い－ | CD+フォトブックレット | TYCT-39150 （初回限定盤C） | 全形態共通 04. SMASH | [ 36 ] [ 37 ] |
| 2021年2月24日 | FAKE MOTION －たったひとつの願い－ | CD                    | TYCT-39151 （通常盤）      | 全形態共通 04. SMASH | [ 36 ] [ 37 ] |